# 玉山県
玉山県（ぎょくざん-けん）は中華人民共和国江西省上饒市に位置する県。徳興市との境界に世界遺産の三清山がある。

## 行政区画
- 街道:氷渓街道、文成街道
- 鎮:臨湖鎮、必姆鎮、橫街鎮、文成鎮、下鎮鎮、岩瑞鎮、双明鎮、紫湖鎮、仙岩鎮、樟村鎮、楓林鎮
- 郷:南山郷、懐玉郷、下塘郷、四股橋郷、六都郷、三清郷

## 交通

### 鉄道
- 中国鉄路総公司
  - 滬昆旅客専用線
    - 玉山南駅

  - 滬昆線
    - 玉山駅

### 道路
- 高速道路
  - 滬昆高速道路
  - S19 徳上高速道路
- 国道
  - G320国道